# 오천항 (보령시)
오천항(鰲川港)은 대한민국 충청남도 보령시 오천면 소성리에 있는 어항이다. 1971년 12월 21일 국가어항으로 지정되었으며, 관리청은 해양수산부 서해어업관리단, 시설관리자는 보령시장이다.

전국에서 가장 많은 어선이 등록된 어항이기도 한 곳이다.

## 연혁
- 천연적으로 외부파랑을 차폐할 수 있는 곳에 위치하여 바다와 육지에서 잘 보이지 않는 항구로, 역사적으로는 백제때부터 화이포라 하여 항구로 이용되어 왔으며, 통일신라시대에는 당나라와의 교역창구로 이용되었고, 고려부터 조선시대까지는 서해를 침범하는 오랑캐를 무찌르기 위해 군선이 머물렀던 큰 군항이었다.
- 오천항은 조선시대에 세조 12(1466)에는 충청도 수군사령부인 충청수영이 설치되어 왜구의 침탈로부터 방어하고 한양으로 가는 조운선을 보호하던 수군기지였지만, 근대에는 서해안에 출몰하는 이양선을 감시하는 역할도 수행했다.
- 오천항은 1974년 기본시설을 완공하고 1994년과 2000년에 정비계획을 수립했다.[2]

## 어항 구역
본 항의 어항 구역은 다음과 같다.
- 수역[3]
  - 북동측 돌출부 선단에서 정서로 그은 선과 소성리 서측 돌출부 선단에서 정북으로 그은 선과의 교차점 선을 따라 형성된 공유슈면
- 육역[4]
  - 충청남도 보령시 오천면 소성리 652-2 외 5필지(상세내역은 생략)

## 특징
- 오천항은 많은 어류가 잡히는데 특히 키조개와 홍합이 유명하다. 잠수기어업으로 채위하는 오천항의 키조개는 대한민국 전체 생산량의 60~70% 가량을 차지한다. 이곳 잠수기 어선들은 보령 앞 바다뿐만 아니라, 멀리 경기만과 전라북도 연안까지 나가서 키조개를 채취한다. 키조개는 산란기인 7월 1일에서 8월 31일까지 2개월 동안을 제외하고는 일년 내내 채취가 가능하다.[5]
- 오천항은 당나라와의 교역창구로 이용되었던 항으로 역사가 깊은 문화유산들이 많다. 항 주변에는 한여름 무더위에도 서늘함을 느끼게 하는 냉풍욕장, 왜구의 침입을 막기 위해 수군이 주둔했던 오천성 등의 명소가 많다. 키조개, 홍합, 광어, 노래미가 많이 잡히고 특히 잠수부들이 채취하는 키조개는 국내 최대로 꼽힌다.[6]
- 전국에서 가장 많은 어선이 등록된 어항이다.[7]

## 같이 보기
- 보령 충청수영성 - 대한민국의 사적 제501호